# 韦恩·穆尔
韦恩·穆尔（英語：Wayne Moore，1931年11月20日—2015年2月20日），美国男子游泳运动员。他曾代表美国参加1952年夏季奥林匹克运动会游泳比赛，获得男子4×200米自由泳接力金牌。